# Festuca filiformis
Espèce
Festuca filiformis, la fétuque à feuilles tenues, est une espèce de plantes monocotylédones de la famille des Poaceae,  sous-famille des Pooideae, originaire des régions tempérées de l'Ancien Monde (de l'Europe jusqu'à la région du Caucase) et naturalisée dans d'autres continents.
Ce sont des plantes herbacées, vivaces, cespiteuses, aux tiges (chaumes) dressées pouvant atteindre 45 cm de long. L'inflorescence est une panicule composée de nombreux épillets pouvant compter chacun jusqu'à 8 fleurons.
Noms vernaculairesfétuque filiforme, fétuque à feuilles délicates, fétuque à feuilles tenues, fétuque à feuilles capillaires, fétuque capillaire, fétuque à feuilles menues.

## Taxinomie

### Synonymes
Selon Catalogue of Life (1er décembre 2017) :
- Festuca filiformis f. mucronata (Auquier) Kerguélen & Plonka
- Festuca mutica (Retz.) Wulfen
- Festuca ovina f. arenaria Junge
- Festuca ovina f. frisia (Asch. & Graebn.) Jansen
- Festuca ovina var. frisia Asch. & Graebn.
- Festuca ovina f. hispidispicula Litard. ex Jansen & Wacht.
- Festuca ovina f. hispidula (Hack.) Jansen
- Festuca ovina var. mutica Retz.
- Festuca ovina var. paludosa (Gaudin) Alef.
- Festuca ovina subsp. tenuifolia (Sibth.) Celak.
- Festuca ovina var. tenuifolia (Sibth.) Roem. & Schult.
- Festuca paludosa Gaudin
- Festuca tenuifolia Sibth.
- Festuca tenuifolia f. arenaria (Junge) Soó
- Festuca tenuifolia f. frisia (Asch. & Graebn.) Soó
- Festuca tenuifolia f. glabrispicula Auquier
- Festuca tenuifolia f. mucronata Auquier

### Liste des sous-espèces et variétés
Selon Tropicos (1er décembre 2017) (Attention liste brute contenant possiblement des synonymes) :
- Sous-espèces
  - Festuca filiformis subsp. bornmulleri Hack.
  - Festuca filiformis subsp. filiformis
  - Festuca filiformis subsp. hirtula (Hack. ex Travis) Kerguélen
  - Festuca filiformis subsp. mandonii St.-Yves
  - Festuca filiformis subsp. smithiana St.-Yves
- Variétés
  - Festuca filiformis var. chinensis Franch.
  - Festuca filiformis var. filiformis